# واتسلاووف و برونتالو
واتسلاووف و برونتالو (به چکی: Václavov u Bruntálu) یک منطقهٔ مسکونی در جمهوری چک است که در شهرستان برونتال واقع شده‌است.